# NGC 5009
NGC 5009 is een balkspiraalstelsel in het sterrenbeeld Jachthonden. Het hemelobject werd op 16 april 1789 ontdekt door de Duits-Britse astronoom William Herschel.

## Synoniemen
- NGC 5009
- UGC 8258
- MCG 8-24-61
- ZWG 245,25
- PGC 45739